# بيدرو غارسيا (ملاكم)
بيدرو غارسيا (بالإسبانية: Pedro García)‏ (1932 - ) هو ملاكم بيروفي.

## روابط خارجية
- بيدرو غارسيا (ملاكم) على موقع أوليمبيديا (الإنجليزية)